# 等离子体磁测深仪
等离子体磁测深仪(PIMS)是一种基于法拉第杯的仪器，它将搭载在欧罗巴快船轨道飞行器上，
去探索木星的卫星木卫二。该仪器将测量木星磁层和木卫二电离层中的等离子体。
首席研究员“约瑟夫·韦斯特莱克”(Joseph Westlake)，来自约翰·霍普金斯大学应用物理实验室 (APL)。

## 概述
在木星磁层中的等离子体与欧罗巴大气层相互作用。这种相互作用导致磁场扰动。虽然理解这种等离子体相互作用本身就很有趣，但它对成功探测木卫二的地下海洋也至关重要。木星磁场与木卫二次表层海洋的交互作用产生了一种磁感应信号，可用来测定木卫二地下海洋的冰壳厚度、海洋深度和海洋盐度。分离磁场扰动源可以更好地理解海洋的性质。

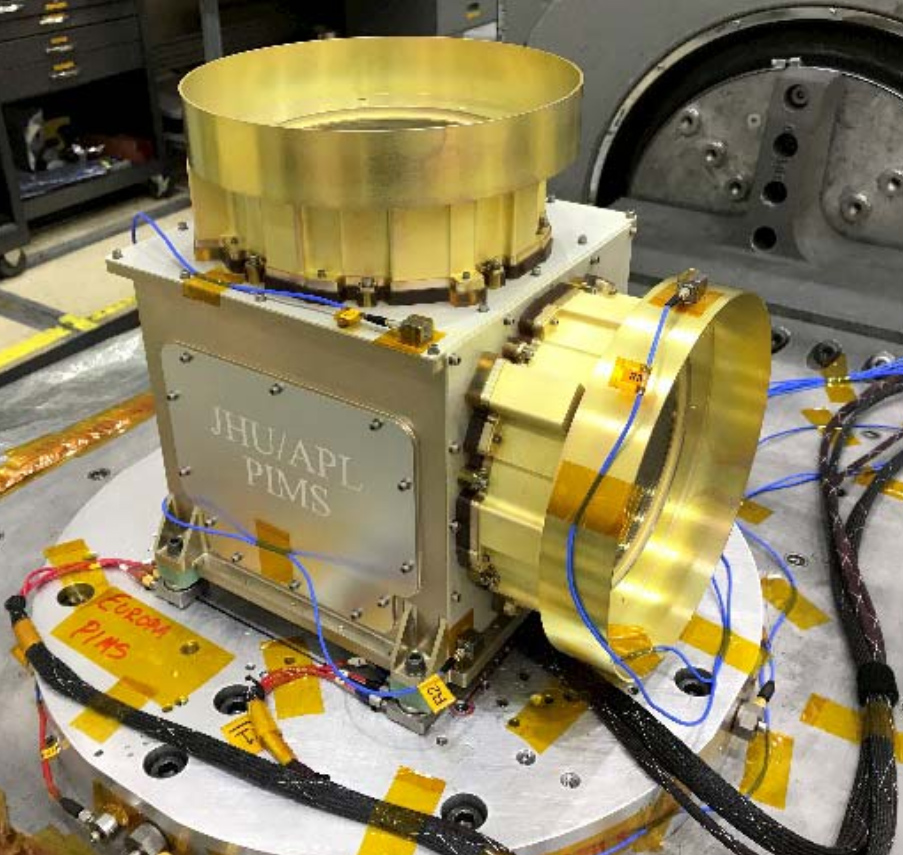
研发中的等离子体磁测深仪。

等离子体磁测深仪(PIMS)是一种基于法拉第杯的仪器，它将测量木星的磁层和木卫二电离层的等离子体。航天器上的此类设备可追溯至1961年的“勘探者10号”，1979年“旅行者1号”探测器曾用于研究木星的磁层。

## 探测目标
该设备要侦测的三个主要目标是：  
 
- 研究木卫二如何影响自身及木星的磁层；
- 研究木卫二表面物质风化释放到大气和电离层中的机制；
- 内部海洋盐度和深度限制。

### 原理
在磁探测中，木星等离子体变化在木卫二引起的电流产生了一个可探测的二次磁场，反映了木卫二地下海洋的性质，如深度和电导率。等离子体磁测深仪由三只法拉第杯组成，每只都具有90º视场  ，这些法拉第杯测量带电粒子在金属集电板上产生的电流，每次充电都有足够的能量(E/q)穿过可变高压下的调制减速栅极。
在木星磁层等离子体中，该设备测量能量低于7千电子伏特的离子密度和流速，以及能量低于2千电子伏特的电子密度和能量。在木卫二电离层(以及过渡等离子体，如喷流)中，等离子体磁测深仪主要测量离子和电子的密度和温度。等离子体磁测深仪还可以通过测量木卫二电离层的磁扰动来帮助寻找活跃的羽流并测量它们的质量负荷。

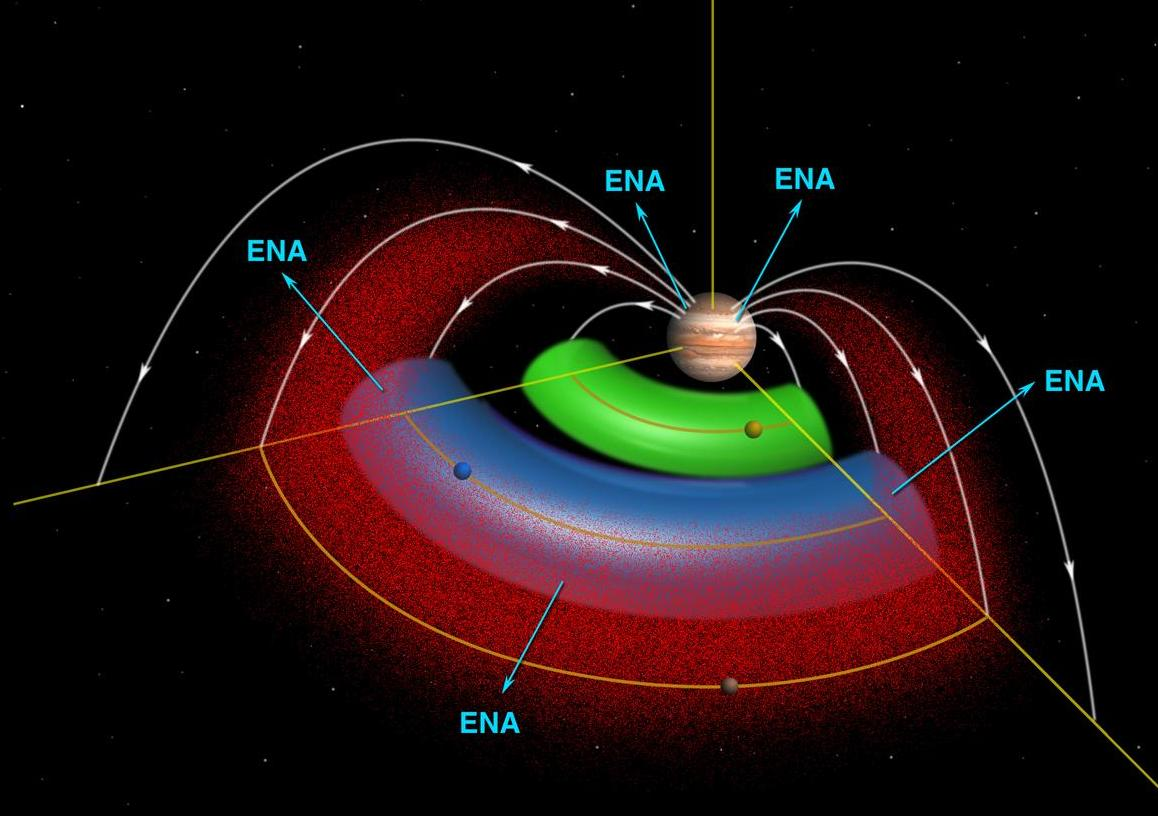
木卫一和木卫二产生的等离子体环

木星北极光图像，显示了主要的极光卵形环、极辐射以及与自然卫星相互作用产生的斑点。

等离子体磁测深仪将协同”木卫二内部特征测量磁强计“(ICEMAG)设备一道探测木卫二的地下海洋。
| 参数       | 性能 |
| ---------- | --- |
| 磁层模式   | •电子能量: 10 电子伏特 – 2 千电子伏特 •离子能量: 20 电子伏特 – 6 千电子伏特                                     |
| 电离层模式 | •电子能量: 1 – 50 电子伏特 •离子能量: 1 – 50 电子伏特                                                           |
| 能量分辨率 | 10% ΔE/E |
| 灵敏度     | 0.5 帕/厘米2 – 1×105 帕/厘米2                                                                                   |
| 视场       | 4 × 90° 圆锥 |
| 瞬时分辨率 | 电离层模式下的全离子和电子扫描为1秒 磁层模式下进行完整的离子和电子扫描需要4秒 过渡模式下的全离子和电子扫描为5秒 |

## 另请参阅
- 等离子体波子系统 (曾被“旅行者1号”和“旅行者2号”用来观测木星的磁层)